# Genre photographique
Le genre photographique précise la pratique de la photographie, distinguant les sujets, thèmes, techniques, disciplines, styles, applications, etc. Il existe plusieurs classifications ou catégorisations de ces « genres ».
Certains photographes, comme c'était le cas par exemple de l'Américain Irving Penn, peuvent exceller dans plusieurs disciplines (photographie de mode, nature morte, photographie de nu, macrophotographie, etc.).

## Les différents genres de pratiques photographiques

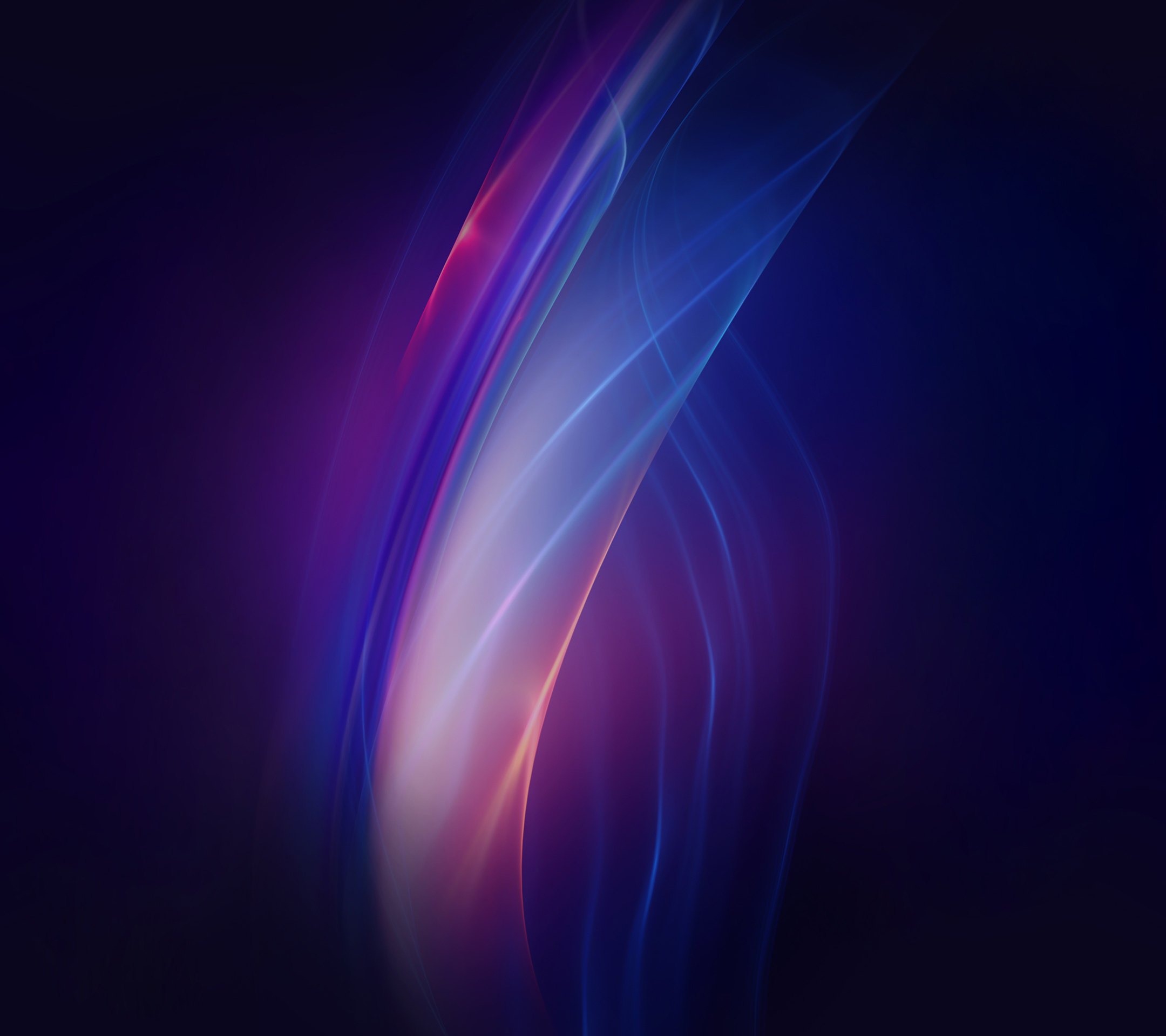
Une photographie abstraite pour montrer les couleurs de la lumière. Septembre 2022.

On peut distinguer environ deux douzaines de genres différents de pratiques photographiques qui correspondent à des spécialités ou à des métiers :
- Photojournalisme : reportage, scènes de rues, sports, manifestations, photographie de guerre, société...
- Photographie sociale.
- Paparazzisme : photojournalisme de célébrité.
- Photographie de mode : photographie ayant pour objet le vêtement, ses tendances et son rôle social.
- Portrait photographique : photographie ayant pour objet le visage humain, l'être humain, posé ou non.
- Photographie de mariage
- Photographie de nu ou érotique : photographie du corps humain.
- Photographie pornographique : photographie ayant pour objet la représentation explicite de l'acte sexuel humain.
- Photographie animalière : photographie d'animaux dans des conditions naturelles.
- Photographie aérienne
- Pixellisation : retouche créative ou normative de l'image. Droit de l'image et création artistique.
- Astrophotographie : photographie des objets célestes.
- Paysages : photographie d'espaces naturels (forêts, lacs, montagnes, bords de mers, campagne..) ou de paysages urbains (espaces urbains, places, rues, métro, gares..), comme le travail réalisé sur Beyrouth à l'issue de la guerre[1] par Gabriele Basilico, René Burri, Robert Frank, Fouad El-Khoury, Raymond Depardon et Josef Kouldelka[2] .

- Photographie sous-marine
- Photographie environnementale
- Macrophotographie et proxiphotographie : photographie ayant pour objet les sujets de petite dimension (objets, insectes, fleurs, etc.) ou des détails très rapprochés.
- Nature morte : photographie d'objets inanimés, éventuellement mis en scène.
- Photographie culinaire : cuisine, plats et recettes, vin et alcools, etc.
- Photographie d'architecture : photographie ayant pour sujet des constructions (immeubles, maisons, ouvrages d'art...), détails architecturaux, intérieurs...
- Photographie des œuvres d'art : reproduction et archivage.
- Photographie de rue : Photographies prises sur le vif dans des lieux publics.
- Photographie abstraite : photographie qui s'affranchit de la représentativité pour jouer avec les formes et les couleurs.
- Photographisme
- Photomontage et photomosaïque : assemblage d'images.
- Lightpainting

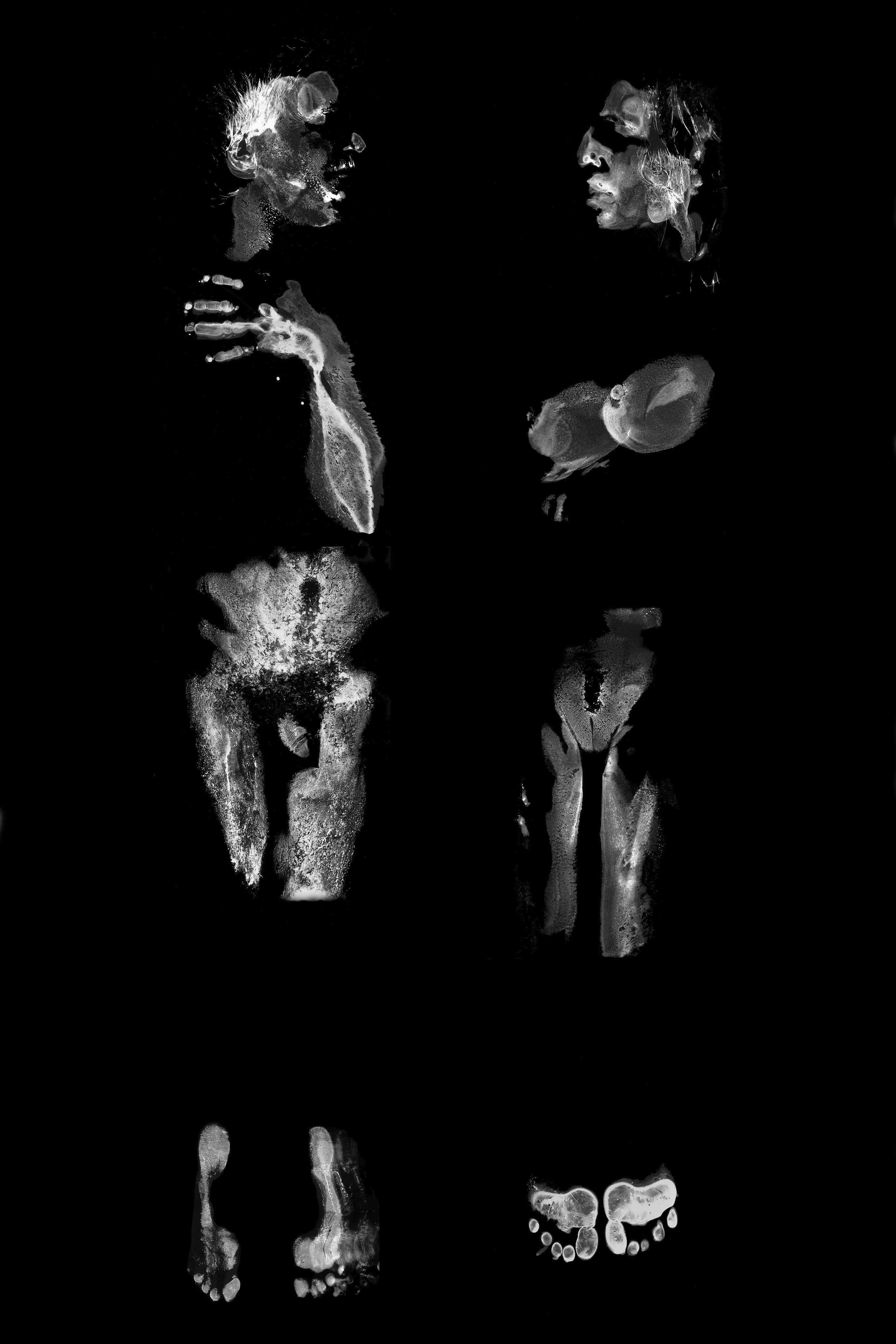
Empreinte: Adam et Ève par Daniel Besson.

- Empreinte: Adam et Ève par Daniel Besson. Empreinte photographique ou Photographie par contact : photographie où le sujet est mis au contact direct du support (film ou papier), sous lumière inactinique, sans aucun appareil de prise de vue. La réaction chimique entre le sujet et le support, suivie par l’exposition à la lumière et la chaîne révélateur-fixateur, créent l’empreinte désirée. L’empreinte est aux dimensions du sujet (détail ou ensemble) et varie du format carte postale à des lés de 107 × 200 cm, voire plus si nécessaire. Les créations connues sont relativement récentes, avec des œuvres de Patrick Bailly-Maître-Grand, Ugo Mulas et Daniel Besson par exemple.
- Photographie de studio
- Photographie ambulante
- Photographie dans l'enseignement et ses démarches

## La classification Plécy de la photographie (1960)
Dans sa Grammaire élémentaire de l'image, Albert Plécy propose — sous l'appellation de « Tentative de classification de l'image » — une classification de la photographie conçue pour montrer les différentes voies qui s'offrent à un jeune qui veut faire de la photo.
Il propose trois grandes divisions des images, en considérant plutôt le but final :
1. Les photos témoins, qui sont l'enregistrement, en un sens mécanique, des choses et des événements ;
2. Les photos art, qui sont la création d'artistes ;
3. Les photos langage, qui sont le domaine des « écrivains de l'images ».

et donne le tableau ci-dessous :
| 1 « photo témoin »                     | 2 « photo art »      |                                       | 3 « photo langage » |                 |
| -------------------------------------- | -------------------- | ------------------------------------- | ------------------- | --------------- |
| Enregistrement mécanique de la réalité |                      | Photo journalisme                     | Photo littérature   | Photographisme  |
| • Photo géographique                   | • Photo tableau      | • Photo reportage                     | • Photo roman       | • Photo symbole |
| • Photo industrielle                   | • Photo décor        | • Photo actualité                     | • Photo conte       | • Photo mot     |
| • Photo scientifique                   | • Photo portrait     | • Photo chronique (sport, mode, etc.) | • Photo poésie      | • Photo syntaxe |
| • Photo reproduction                   | • Photo illustration |                                       | • Photo pamphlet    |                 |
|                                        |                      |                                       | • Photo humour      |                 |
|                                        |                      |                                       | • Photo choc        |                 |

Il reprendra une partie de cette classification en 1968 dans l'édition bilingue de la Grammaire comme plan du sommaire.

## La dichotomie de Philippe Halsman (1961)

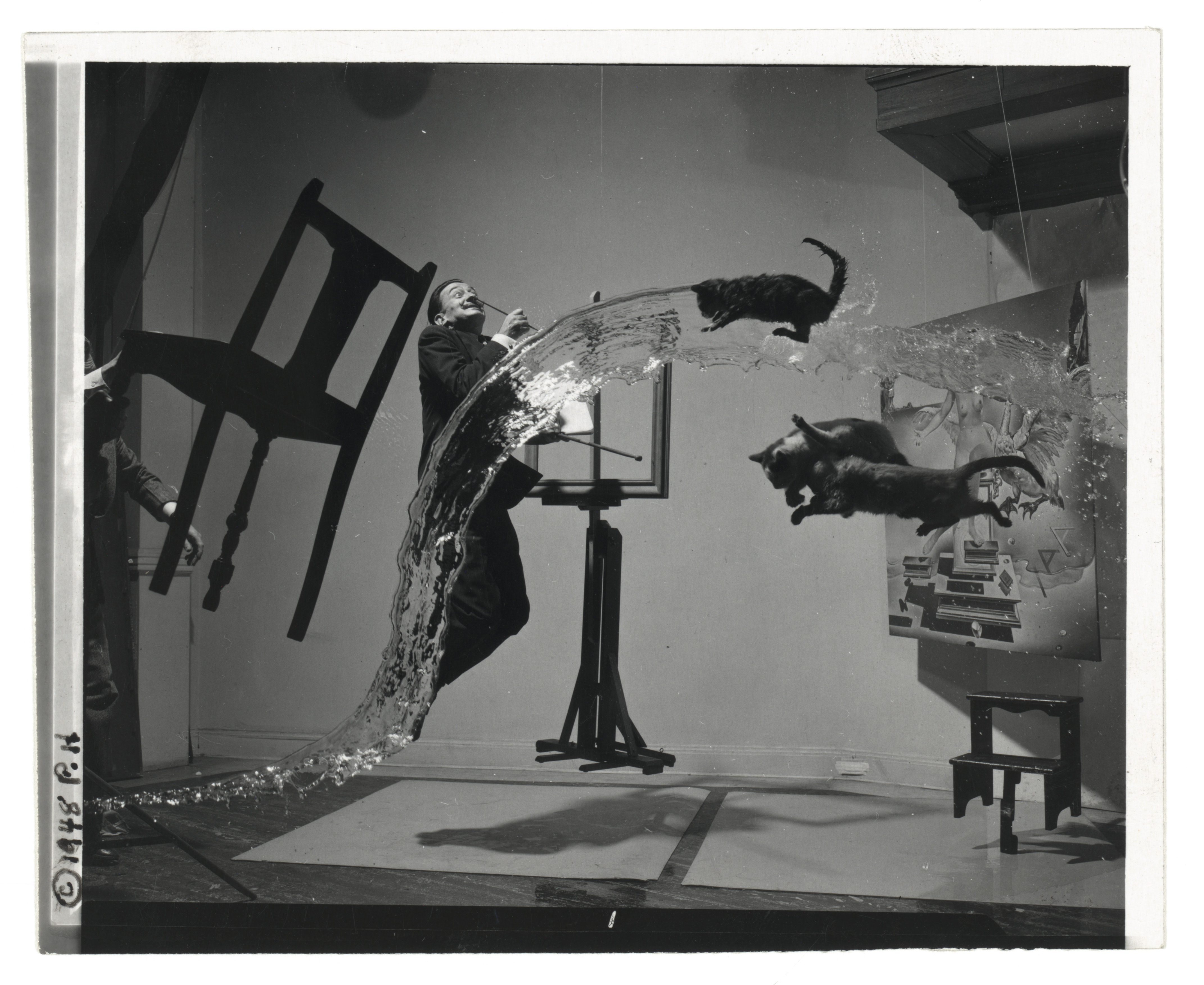
Dali Atomicus, une photographie de Philippe Halsman qu'il a fallu six heures pour « faire ».

Pour Philippe Halsman, il y a deux grandes sortes de photographies, celles que l'on « prend » (takes) et celles que l'on « fait » (makes).
Selon cette classification, le photographe qui prend une photographie dans la rue est un reporter visuel. Le photographe qui en fait une dans un studio, est un auteur visuel.

## La gamme de surprises photographiques de Barthes (1980)
Dans La Chambre claire, Roland Barthes « imagine » que le geste essentiel du photographe est de surprendre et liste toute une gamme de « surprises » qui sont, pour le photographe, autant de « performances » :
- La rareté (les monstres) ;
- Le temps décisif (La femme en train de sauter de l'immeuble de Publicis en feu par Francis Apesteguy ;
- La prouesse technique (La Goutte de lait d'Harold Edgerton) ;
- Les contorsions de la technique ;
- La trouvaille[5].

surprises qui peuvent servir comme repères de classification.

## Les 58 genres de l'Encyclopédie internationale des photographes(1992)
Michel et Michèle Auer, dans leur Index de leur Encyclopédie internationale des photographes distinguent 58 genres de photographes allant d'alpinisme, architecture, archéologie, reproduction d'œuvre d'art (art), etc., à topographie, urbanisme, animaux/insectes (zoo).

## Bourse du Talent
La Bourse du Talent, une bourse française au profit de jeunes photographes, distingue quatre grandes catégories de lauréats :
- Paysage ;
- Mode ;
- Portrait ;
- Reportage.

## Les grandes catégories d'images picturales d'Alberto Manguel (2009)
Dans son Livre d'Images, Alberto Manguel distingue douze types d'images pour lesquels il prend des exemples tirés de la peinture, de la photographie, de la mosaïque, de l'architecture :
- L'image récit, Barques de pêche aux Saintes-Maries (1886) de Vincent van Gogh ;
- L'image absence, Deux Pianos (1980) de Joan Mitchell ;
- L ‘image énigme, La Vierge à l'Enfant de Robert Campin ;
- L'image témoin, Pieds (1927) de Tina Modotti ;
- L'image connivence, Portrait de Tognina de Lavinia Fontana ;
- L'image cauchemar, Four Men Standing de Marianna Gartner ;
- L'image reflet, La Bataille d'Issos de Philoxène d'Érétrie ;
- L'image violence, Femme qui pleure (1937) de Picasso ;
- L'image subversion, Saint-Pierre de L'Aleijadinho ;
- L'image philosophie, Saline royale d’Arc-et-Senans (1779) de Claude-Nicolas Ledoux ;
- L'image mémoire, Mémorial de l'Holocauste à Berlin (1999) de Peter Eisenman ;
- L'image théâtre, Les Sept Œuvres de miséricorde (1600) du Caravage.

## Les grandes catégories de photos
On distingue les photos abstraites des photos figuratives. Pour organiser les diverses variétés de photos figuratives, on peut distinguer :
- d'une part, les photos réalisées en extérieur, avec un éclairage naturel ou un éclairage public donné, de celles réalisées en intérieur avec un éclairage artificiel modulable ;
- d'autre part, les photos ne comportant pas de présence humaine, de celles en comportant une.

Distinctions qui génèrent quatre grandes catégories grossières de photos figuratives :
- Les photos faites en intérieur (studio, etc.) et sans présence humaine : nature morte, photographie culinaire, etc. ;
- Les photos faites en intérieur avec un éclairage artificiel principal et centrées sur une ou des personnes humaines : portrait, mode, etc. ;
- Les photos faites en extérieur et ne comportant pas de présence humaine : photographie de paysage, d'architecture, etc. ;
- Les photos faites en extérieur et comportant des êtres humains existant par leurs regards : photographie de rue, photographie documentaire, photographie de guerre, etc.

Ce qui donne le tableau suivant :
|           | Pas de présence humaine              | Une présence humaine                                        |
| --------- | ------------------------------------ | ----------------------------------------------------------- |
| Extérieur | 1                                    | 2                                                           |
| Extérieur | Paysage, architecture                | Photographie de rue Photojournalisme Photographie de guerre |
| Intérieur | 3                                    | 4                                                           |
| Intérieur | Nature morte, photographie culinaire | Portrait, mode                                              |

Mais il est également possible de concevoir une catégorisation plus fine, distinguant, quant à la présence humaine, ce qui est « formes humaines » et ce qui est « personnes humaines conscientes » regardant le photographe ; et, quant à la distinction extérieur/intérieur, une classification intermédiaire : studio en extérieur ou extérieur pris comme fond.
Ce qui donne alors le tableau suivant à neuf cases[réf. nécessaire] :
|                                | Pas de présence humaine                                                                                      | Une ou plusieurs formes humaines (ou animales) | Présence humaine comme sujet principal                                                                                  |
| ------------------------------ | --- | ---------------------------------------------- | --- |
| Faites ou prises à l'extérieur | 1-3 | 1-2                                            | 2 |
| Faites ou prises à l'extérieur | • Photographie aérienne • Paysage, rural ou urbain • Architecture • Photographie industrielle • Nature morte | • Nus                                          | • Portrait de rue • Photographie de rue • Photojournalisme • Photographie de guerre • Photographie de mode en extérieur |
| Studio installé en l'extérieur | 1-3 | 1-2-3                                          | 2-4 |
| Studio installé en l'extérieur | • Nature morte                                                                                               |                                                | • Portrait • Mode |
| Faites ou prises à l'intérieur | 3 | 3-4                                            | 4 |
| Faites ou prises à l'intérieur | • Nature morte • Photographie culinaire                                                                      | • Nu artistique                                | • Portrait posé • Mode en studio                                                                                        |

## Sous-classification complémentaire
Il s'agit d'une sous-classification au sein de chacune des catégories précédentes :
- La photographie (et les photos correspondantes) comprises comme fin (conception de Kant) ou comme moyen (conception d'Hegel).
- La photographie (et les photos correspondantes) comprises comme images du monde extérieur ou comme images du monde intérieur de l'artiste.

Soit le tableau suivant :
|                                                            | La photo comme réalité matérielle objective | La photo conceptuelle comme pure idée d'elle-même |
| ---------------------------------------------------------- | ------------------------------------------- | ------------------------------------------------- |
| La photo comme relation au monde intérieur, le surréalisme | Objet                                       | Sujet                                             |
| La photo comme relation au monde extérieur, le reportage   | Forme                                       | Fond                                              |